# Мегинхард (граф в Пустертал)
Мегинхард (на немски: Meginhard/Meinhard; † ок. 1090) от род Зигхардинги е граф в Пустертал (графове на Горица) в Източен Тирол (1050/ок.1065 – 1075/1090). Той е прародител на Майнхардините (Горицката династия), от които произлизат императорите фон Хоенщауфен.

## Произход
Той е най-малкият син на граф Енгелберт IV († 1040) и съпругата му Лиутгард († 1066/1077), дъщеря вер. на Вериганд граф на Истрия-Фриули.
Брат е Рихгард († 1072), наследничка, омъжена през 1045 г. за Зигфрид I фон Спанхайм († 1065), маркграф на Унгарската марка и гау-граф в Пустертал и Лавантал, Вилибирг († ок. 1060), омъжена за Арибо II († 1102), пфалцграф на Бавария, Лиутгард, омъжена за Арибо II († 1102), пфалцграф на Бавария, и на Енгелберт VI († 1090), граф в Пустертал, фогт на Залцбург.

## Деца
Мегинхард има два сина:
- Енгелберт I († ок. 14 декември 1122), граф на Горица (Гьорц) (1090 – 1122) и пфалцграф на Бавария (1099 – 1122)
- Майнхард I († 1142), граф на Горица и пфалцграф на Каринтия